# 申留眞
申留眞（： Shin Ryu-jin；2001年4月17日—），是一名韓國女歌手及舞者，為JYP娛樂旗下女子團體ITZY成員，在隊內擔任主饒舌。

## 生平經歷
申留眞出生於江原道春川市，成長於首爾，來自平山申氏。在GOT7出道一週年的粉絲見面會上被發掘。2015年，當其他練習生在準備《SIXTEEN》比賽時入社。

### 2017年：電影出演與MV參與
2017參與出演趙寅成和鄭雨盛兩大男神聯手的電影《THE KING》，在電影中她飾演一位被體育老師侵犯的女學生。

2017參與錄製防彈少年團BTS LOVE YOURSELF Highlight Reel '起承轉結' MV，同時被J-Hope與Jimin暗戀的女孩，在影片中有與J-Hope跳舞。

### 2017年－2018年：《Stray Kids》《MIXNINE》
2017年，她與同為ITZY之成員黃禮志、李彩領、申有娜和其他練習生一同參與了JYP娛樂與Mnet合作的選秀節目《Stray Kids》，在第一集中以女子2組的身份跟男子Project Team對決。同年，以JYP練習生身份參加《PRODUCE 101》PD韓東哲製作的選秀節目《MIXNINE》，並獲《MIXNINE》推動者——YG娛樂社長梁鉉錫相中 ，希望她簽約成為旗下藝人。更在此節目排名賽，拿下每場女子組的第一名。最終她成了少女組TOP 9之一，但因少年組TOP 9以總分8114分贏過少女組7866分，故出道計劃被擱置後便回到JYP繼續練習。

### 2019年：出道
2019年1月20日，ITZY官方網站開啟，官方YouTube頻道上傳預告影片和公開新女團團名及成員。
2019年1月30日，上午12點發布留眞預告照。

## 外部連結
- 申留眞的Instagram帳戶

 维基共享资源上的相關多媒體資源：申留眞